# Club Deportivo Sport Agustino
El club Sport Agustino es un club de fútbol del distrito de El Agustino, departamento de Lima, Perú. Fue el primer y único equipo representativo del distrito en lograr ascender a la Segunda División del Perú.

## Historia
El Sport Agustino, fue un equipo de fútbol, fundado el 20 de marzo del 1938. Inicialmente bajo el nombre "Club Sport Augustiniano". Luego de los pasos de los años, cambió de denominación a "Club Sport Agustino". El Sport Agustino logró ser campeón de la Liga de El Agustino en 1994, accediendo al torneo de las interligas de lima del mismo periodo. El torneo de inteligas de lima, forma parte del sistema de la Copa Perú. Sin embargo, en aquella época tenía una ventaja, era dar ascenso directo a la segunda profesional, mediante el torneo de la Región Promocional de Fútbol de Lima y Callao. Logró ser campeón de la serie B y ascendió a la segunda profesional. La segunda profesional estaba conformada por equipos de Lima y Callao. 
Sport Agustino en el cuadrangular final del torneo de las Interligas de Lima, logra el título tras derrotar al Deportivo Municipal de Chorrillos, Óscar Benavides de Ate y  Deportivo Cadet de Independencia. Ya en la segunda división, el club se enfrentó a clubes importantes de la época como: Alcides Vigo, Deportivo Yurimaguas, Lawn Tennis, Deportivo Zúñiga, América Cochahuayco, Guardia Republicana, Defensor Lima, Bella Esperanza, Meteor Sport Club, Deportivo AELU, Unión Huaral entre otros.
Para los periodos 1995 y 1996 , el club desempeñó campaña regulares en la segunda división. Su mejor año fue en 1997 , donde Sport Agustino logra posicionarse en la cuarta posición. Al año siguiente, Sport Agustino  al finalizar en la sexta ubicación del torneo. En el mismo lapso de tiempo, la dirigencia del club, decide vender el equipo al Sporting Cristal. En 1999 retornó a la Liga de El Agustino donde logró el título distrital.

## Actualidad
Tras un largo receso de varios años, el club volvió a la competición fútbol peruano. El club se renombra como "Club Deportivo Sport Agustino" con el registor público n° 01769995. En la temporada 2020, el club logra el campeonato de la Segunda División Distrital y asciende a la primera división distrital del año siguiente. Lastimosamente, el club no conluyó los trámites necesarios para participar en la primera división distrital y continuó participando en la segunda categoría.
Para el año 2022, el Deportivo Sport Agustino fue su peor campaña en la Segunda División Distrital de El Agustino. A su vez, desciende a la Tercera División Distrital de El Agustino 2023. No obstante, por los cambios en las bases de la Copa Perú, las terceras divisiones quedan disueltas. 
El futuro del club es incierto. Se espera para la temporada 2024, su reincoporación a la Segunda División Distrital de El Agustino. Mientras tanto el club, se dedica a la formación fútbol de menores. Además también realiza prácticas de Fútbol 7 y Fútbol 8.

## Emblema
La primera versión del emblema del club es la siguiente. Un escudo dividido de color rojo y blanco. Dentro de él la figura de un sol con las letras mayúsculas CSA, en relación con la abreviatura de la institución. La segunda versión varía en la figura del sol con las letras CSA en color negro. La última edición de la insignia, es similar a la anterior pero con la adición de estrellas celestes alrededor del emblema.
Cuando el club era patrocinado por Coronel Bolognesi en la segunda profesional del 1997, utilizó el mismo emblema del cuadro tacneño.

## Entrenadores
- Alberto Gallardo (1997)
- Franco Navarro (1997)
- Horacio Magalhaes (1998)
- Juan de Dios Quispe (2024)

## Jugadores
- Francisco Bazán
- Manuel Riofrío
- Amilton Prado
- Guillermo Saco Vértiz
- Frank Rojas
- Marco Ruiz
- Víctor Anchante
- José Moisela
- Edwin Pérez
- Carlos Lobatón
- Juan Montenegro
- Renzo Gonzales
- Ysrael Zúñiga
- Miguel Mostto
- Juan Carlos Nieto
- Johan Fano
- Edwin Tome
- Carlos Benavides
- Johan Triffu
- Gabriel Varillas
- Juan Quispe

## Uniforme
- Uniforme Titular: Camiseta roja, pantalón blanco, medias rojas.

#### Titular 1990's al 1999
| ???? - 1993 | 1994 | 1995 | 1996 | 1997 | 1998 | 1999 |  |

## Datos del club
- Temporadas en Segunda División: 4 (1995 , 1996 , 1997 , 1998).

- Mayor Goleada Realizada

- Mayor Goleadas Recibida
  - Sport Agustino 1 - 9 Guardia Republicana (1995)

## Palmarés

### Torneos regionales
- Interligas de Lima (1): 1994.
- Primera Distrital de El Agustino (2): 1994, 1999.
- Segunda Distrital de El Agustino (2): 1993, 2020.

## Sport Agustino de Cleveland
Inmigrantes peruanos fundan en Cleveland al club Sport Agustino. Entre ellos familiares de exjugadores del Sport Agustino. Participa en la Liga Hispana de futbol Indoor de Cleveland.
- Sport Agustino de Cleveland.

## Relacionado
- Club Sporting Cristal "B".

## Enlaces
- Segunda Distrital de El Agustino, 2022.
- Sport Agustino, AFIM 1997.
- Historia Sport Agustino.
- Segunda División 1995 al 1998.
- Goleadas Segunda División.
- Segunda Imagen del Equipo.
- Galería Sport Agustino.
- Primer Sport Agustino.
- Casaca y Emblema Sport Agustino 1984.
- Más fotos.